# Škola elegantne jurisprudencije
Škola elegantne jurisprudencije, je pravac za koji se vezuje stvaranje pravne istorije kao nauke. Ova škola nastala je u Francuskoj, u XVI veku, a ime je dobila po težnji ka elegantnom stilu. Za ovu školu se može reći da je otkrila istoriju prava, pre svega zahvaljujući njenom osnovnom postulatu, koji je nju razlikovao od glosatora i postglosatora.

## Nastanak
Italija, kulturna predvodnica Evrope i kolevka renesanse, početkom XVI veka doživljava sumrak: pohodi kralja Šarla VIII i cara Karla V su je izložili pljačkanjima i razaranjima, a geografska otkrića su joj oduzela monopol trgovine začinima.
Mnogi znameniti stvaraoci kao Leonardo da Vinči, nalaze bolje uslove u drugim zemljama. Kako u ovom periodu vodeću ulogu u izučavanju rimskog prava više nemaju profesori u Italiji, već primat preuzimaju francuski univerziteti italijanski pravnik Andrea Alcijat odlazi u Francusku gde se nalazi među osnivačiima Univerziteta u Buržu, gde će pokrenuti novi način izučavanja rimskog prava.
U ovom centru renesansnih pravnih studija okupljali su se pravnici-romanisti, filolozi i poznavaoci nacionalnog prava. U načelu su i oni, kao i svi evropski pravnici od početka recepcije, bili usmereni prema praksi, ali sa ciljem da umesto glosa i komentara primenjuju izvorno rimsko pravo. Vrlo brzo su shvatili da nije dovoljno da se oslobode glosa: i sami Justinijanovi zbornici su bili rezultat vekovnih promena u rimskom pravu.

## Učenje
Prema njenom učenju, nije dovoljno proučavati i dogmatski tumačiti značenje pravnih normi iz Digesta onakvih kakve su sačuvane, već treba učiniti napor više: valja utvrditi zašto i kako su propisi iz Justinijanove kodifikacije nastali u tom obliku i s tim značenjem, šta je sve dovelo do njihovog stvaranja i kako su izgledale prethodne norme iz kojih su se ove poznije razvile.
Odbacuju sholastički (dogmatski), a u upotrebu stavljaju francuski metod učenja i potpuno napuštaju proučavanje glosa.
Oni proučavaju delove Justinijanove kodifikacije, koja je za njih zbornik pravnih pravila nastalih u različitim vremenima i u nejednakim društvenim i ekonomskim okolnostima. Zbog toga, prema mišljenju ove škole, rimsko pravo ne treba proučavati tumačeći radove glosatora i postglosatora, kao što se već vekovima činilo. Naprotiv, svaki stav koji su ovi zauzimali treba proveriti u autentičnim izvornim tekstovima, ukoliko se do njih može doći.
Na osnovu filoloških i gramatičkih analiza, oni pokušavaju da rimske tekstove oslobode istorijskih naslaga i da dopru do izvorne sadržine dela klasičnih pravnika. Digesta su očistili od glosa ( "ružni nakit" ), a potom otpočeli sa otkrivanjem interpolacija. Tako da je povratak izvorima i utvrđivanje porekla pojedinih normi i pravnih ustanova - bio je osnovni postulat ove škole.
Na taj način je škola elegantnih jurista zadužila svetsku kulturu svojim pasioniratim traganjem za originalnim izvornim tekstovima rimskog prava, prvom rekonstrukcijom Zakona XII tablica, itd. Zahvaljujući njima pronađen je veliki broj izvora, koje su pripadnici ove škole istovremeno prvi put počeli i da štampaju.
Zbog nastojanja da se u svom radu ugledaju na elegantni stil rimskih pravnika i pišu klasičnim, a ne srednjovekovnim latinskim jezikom, pravnici koji su pripadali ovom pravcu su nazvani "škola elegantne jurisprudencije".
Nazivana je i "ranom (starom) istorijskom školom", što možda još bolje ističe njen karakter.
Pripadnici ove škole prvi stvaraju pojam "istorija prava", a s druge strane je oblikuju i zasebna istorijska disciplina - pravne starine, koja je objašnjavala stare institucije i termine iz rimskog prava, od kojih mnogi više nisu imali svoje ekvivalente u savremenom terminologiji i praksi.
Tako je nastanak pravne istorije u školi elegantne jurisprudencije bio tesno vezan za izučavanje rimskog prava, mada su njeni pripadnici počeli da se interesuju i za vizantijsko pravo. Već tada je Žak Kiža, najpoznatiji predstavnik ovog pravca, shvatio da ono predstavlja evolutivni produžetak rimskog prava.

## Predstavnici
Italijanski pravnik Andrea Alcijat smatra se pretečom novog metoda izučavanja Justinijanove kodifikacije (na univerzitetu u Buržu), dok se pravim osnivačem istorijske škole smatra Žak Kiža koji nastoji da dođe do izvornih tekstova.Žak Kiža odlazi u tada turski Carigrad. Prvi je proučavao vizantijsko pravo i shvatio da je ono rezultat razvoja rimskog prava. Otkrio je istorijske slojeve u Digestama i prve interpolacije: neka njegova istraživanja i dan danas imaju naučnu vrednost., a rad na interpolacijama je još intenzivnije nastavio Antoan Favr čije je delo tek u novije doba postalo cenjeno.
Drugi predstavnici ove škole su priređivali prečišćena izdanja izvornih tekstova i takođe imaju veliki doprinos: Deni Godfroa koji je uz pomoć Gutenbergovog pronalaska prvi objavio štampano izdanje Justinijanove kodifikacije (1583. godine), a njegov sin Žak Godfroa je rekonstruisao Teodosijev zakonik i objavio ga sa vrednim komentarima.
Šarl Dimulen se bavio istorijom francuskog prava, nastojao da se ono ujednači i čak izradio i projekt njegove kodifikacije.
Posle Bartolomejske noći i katoličke reakcije u Francuskoj, pravnici-protestanti odlaze u Holandiju. Među njima je najuticajniji Dono. U toku sledeća dva veka Holandija je centar škole, ali njen rad više nema nekadašnji značaj, jer se u međuvremenu promenio dominantni ugao posmatranja prava.

## Razvoj istorije prava
Moglo bi se reći da se istorija prava začela u formi istorije rimskog prava, da bi potom svoje sfere interesovanja proširila i na druge pravne sisteme. Sa terena rimskog prava počelo se postepeno prelaziti na teren uporednog istorijskog izučavanja nacionalnih, domaćih prava, pto je osobito došlo do izražaja u Francuskoj. Tada je tu bila aktuelna potreba ujednačavanja pravnog sistema, s obzirom da je u severnoj Francuskoj dominiralo običajno pravo, dok je južna Francuska imala pravni sistem zasnovan na rimskom pravu. U ovoj zemlji će se stoga već od XVII veka početi da razvija nacionalna pravna istorija i to kako u oblasti privatnog prava, tako i u oblasti javnog prava.
Ubrzo će se i u Nemačkoj pojaviti knjiga Hermana Kornringa u kojoj pokušava da na istorijskim osnovama utvrdi kakvo je bilo izvorno nemačko pravo pre recepcije i kakav je njegov odnos prema rimskom pravu.
Time su udareni temelji pravne istorije koja je, doduše, još uvek bila samo deskriptivna ili pragmatična. Ipak, već tada je preovladalo saznanje da je bez istorijskog pristupa pravna nauka obogaljena i slepa, odnosno da bez pravne istorije nema pravne nauke. Ali cilj škole nije bio da stvori novu nauku: kao što su umetnici oživeli antičke likovne forme, pravnici su hteli da izvorno rimsko pravo zaživi u praksi. U tome nisu uspeli jer je "opšte pravo" bilo bolje prilagođeno društvenim potrebama. Zato je izučavanje pravne istorije marginalizovano, a nauka o pravu se orijentiše u drugom pravcu.

## Literatura
- Avramović Sima, Stanimirović Vojislav (2018), Uporedna pravna tradicija, Beograd, Univerzitet u Beogradu-Pravni fakultet, Centar za izdavaštvo i informisanje
- Bujuklić Žika (2018), Rimsko privatno pravo, Beograd, Univerzitet u Beogradu-Pravni fakultet, Centar za izdavaštvo i informisanje
- Milošević Miroslav (2018), Rimsko pravo, Beograd, Univerzitet u Beogradu-Pravni fakultet, Centar za izdavaštvo i informisanje